# Gerson D. Cohen
Gerson D. Cohen (* 1924 - † 1991) fue un historiador judío, un rabino conservador, y el Canciller del  Seminario Teológico Judío de América desde 1972 hasta 1986. Cursó estudios en el City College de Nueva York, el Seminario Teológico Judío de América, y la Universidad de Columbia, donde enseñó Sirio y Árabe. Anteriormente fue profesor de Literatura en instituciones judías en el Seminario Teológico Judío. Trabajo como profesor de Historia en la Universidad de Columbia donde estudio. Fue especialmente conocido para ordenar al primer rabino femenino en el Judaísmo conservador en 1985.
Superdotado en idiomas y fascinado por el libro de Pentecostés, Cohem llegó a ser el asistente de Alexander Mark (bibliotecario del seminario) y más tarde le sucedería como bibliotecario (1950-1957). Sus labores docentes en el seminario le valió reconocimiento temprano de brillantez y carismas. 
Aunque considerado un historiador, su primera cita en el seminario fue en el campo del Talmud, continuó enseñando durante muchos años y el fruto de ese trabajo  le trajo las perspectivas, del historiador y filólogo. Es autor de varios trabajos académicos y fue miembro de la Comisión de Presidentes del Holocausto.
Ingresó en el seminario de la facultad a tiempo completo como profesor de historia en 1970 y se convirtió en Canciller en 1972. Durante su mandato como Canciller supervisó la reconstrucción de la biblioteca del seminario, que fue destruida por un incendio en 1966. En 1983, después de una unidad importante de recaudación de fondos, la biblioteca reabrió y se convirtió rápidamente en uno de los principales repositorios de Judaica en el mundo.
Cohen murió en Nueva York el 15 de agosto 1991, a la edad temprana de 66 años a causa de una enfermedad del sistema nervioso.

## Obras
En un intento de demostrar históricamente la continuidad de la enseñanza rabínica de los tiempos más remotos escribió varios libros relacionados con el tema que tanto le fascino.
- Historia de los Judíos y el destino judío ,  una antología de  ensayos que ofrece una visión general de los pensamientos de Gerson D. Cohen en temas tales como la centralidad de la religión al judaísmo, la escatología, la historia judía en su contexto cultural.

- Los estudios realizados en la variedad de culturas rabínicos.